# Hartlepool Steelers
Gli Hartlepool Steelers sono stati una squadra di football americano di Hartlepool, in Gran Bretagna. Fondati nel 1987, hanno chiuso nel 1989.

## Dettaglio stagioni

### Tornei nazionali

#### Campionato

##### BGFL Premiership
| Stagione | regular season | regular season | regular season | regular season | regular season | regular season | playoff | playoff | playoff | playoff | playoff | playoff          | playoff               |
|          | Vin            | Par            | Per            | Tot            | PF             | PS             | Vin     | Per     | Tot     | PF      | PS      | risultato        | avversaria            |
| -------- | -------------- | -------------- | -------------- | -------------- | -------------- | -------------- | ------- | ------- | ------- | ------- | ------- | ---------------- | --------------------- |
| 1987     | 4              | 0              | 2              | 6              | 100            | 137            | 0       | 1       | 1       | 12      | 28      | Semifinale       | Leicester Huntsmen    |
| 1988     | 9              | 0              | 1              | 10             | 416            | 50             | 1       | 1       | 2       | 23      | 64      | Quarti di finale | Merseyside Centurions |
| Totale   | 13             | 0              | 3              | 16             | 516            | 187            | 1       | 2       | 3       | 35      | 92      |                  |                       |

Fonti: Enciclopedia del Football - A cura di Roberto Mezzetti

### Riepilogo fasi finali disputate
| Anno           | Luogo | Evento           | Fase del torneo  | Incontro                                    | Risultato |
| 16 agosto 1987 |       | BGFL Premiership | Semifinale       | Leicester Huntsmen - Hartlepool Steelers    | 28 - 12   |
| 21 agosto 1988 |       | BGFL Premiership | Quarti di finale | Merseyside Centurions - Hartlepool Steelers | 52 - 8    |